# Casa de raport din strada Mitropolit Varlaam, 67
Scurt istoric și datele relevante ale imobilului de la adresa mun. Chișinău, str. Mitropolit Varlaam, 67, înscris ca monument istoric în registrul monumentelor istorice, verificate de experți în urma unor cercetări ample, desfășurate cu implicarea restauratorilor atestați. 
1901 ⁓ 1950 – PROPRIETARI al imobilului de pe adresa curentă (str. Mitropolit Varlaam 67) au fost familiile lui Gherș Grabois și Carlic Levinzon 
1901 – 1918 – a fost sediul primii Școli de Desen din Chișinău înființată de pictorul și pedagogul Vladimir OKUȘKO 
1918 ⁓ 1940 – a fost sediu pentru vânzarea și prestarea serviciilor – meșteri în confecționarea copertinelor 
1918 ⁓ 1940 – a fost sediul pentru magazine ce vindeau parfumerie 
1919 ⁓ 1940 – a fost sediul pentru FEDERAȚIA COOPERATIȘTILOR din BASARABIA
Familiile lui Gherș Grabois și Carlic Levinzon au fost deportați și împușcați în 1941 și 1949 cu învinuirea că sunt chiaburi și mari comercianți și deposedați forțat de imobil.
2015 - 2016 - a fost construită o mansardă pe monumentul respectiv prin decizii și aprobări legale, ale organelor de stat. 
2022-2024 casa a fost vandalizată. Fără permisiunea autorităților locale și a Ministerului Culturii, au fost sparte ferestre și au fost montate uși. Locuitorii casei încearcă să restabilească dreptatea prin instanțe și să readucă casa la aspectul inițial. 